# アーノルド・シュワルツェネッガーのSF超人ヘラクレス
『アーノルド・シュワルツェネッガーのSF超人ヘラクレス』（原題：英語: HERCULES IN NEW YORK ほか）は1970年に制作されたアメリカ映画。日本では劇場未公開で、主演のアーノルド・シュワルツェネッガーがブレイクした後にVHSスルーされた。TV版邦題は『アーノルド・シュワルツェネッガーのヘラクレス』または『シュワルツェネッガーのヘラクレス』。DVD邦題は『アドヴェンチャー・オブ・ヒーロー』。

## 概要
名実共にアーノルド・シュワルツェネッガーの映画デビュー作であり、日本劇場未公開のコメディ映画。当時のシュワルツェネッガーはオーストリア語訛りが酷かったため、別の俳優がアフレコで台詞をあてている（現在では吹き替え無しの本人の声のバージョンも出版された）。クレジット表記はアーノルド・シュワルツェネッガーではなくアーノルド・ストロング。

## ストーリー
ギリシャ神話の神々が暮らすオリンポスでの退屈な生活にうんざりしていたヘラクレス。彼は下界に興味を抱き、父であるゼウスから何度却下されても、地上へ下る許可を求め続ける。これに耐えかねたゼウスは、懲らしめる意味も込めてヘラクレスを地上へ送った。海に落下し輸送船に拾われたヘラクレスは、好奇心だけを頼りにニューヨークへ上陸する。

## スタッフ
- 監督：アーサー・アラン・シーデルマン
- 製作・脚本：オーブリー・ウィスバーグ
- 製作総指揮：ルイス・G・チャピン・ジュニア、マーレイ・M・カプラン
- 撮影：レオ・レボウイッツ
- 編集：ドナルド・フィナモーレ
- 音楽：ジョン・バラモス

## キャスト
| 役名             | 俳優                                                       | 日本語吹替   | 日本語吹替 |
| 役名             | 俳優                                                       | 日本テレビ版 |            |
| ---------------- | ---------------------------------------------------------- | ------------ | ---------- |
| ヘラクレス       | アーノルド・ストロング（アーノルド・シュワルツェネッガー） | 屋良有作     |            |
| プレッツィー     | アーノルド・スタング                                       | 仲木隆司     |            |
| ゼウス           | アーネスト・グレイブス                                     | 坂口芳貞     |            |
| 教授             | ジェームズ・カレン                                         | 村越伊知郎   |            |
| ヘレン           | デボラ・ルーミス                                           | 滝沢久美子   |            |
| ジュノ           | タニー・マクドナルド                                       | 火野カチコ   |            |
| ロッド・ネルソン | ハワード・バースタイン                                     | 牛山茂       |            |
| メリクリウス     | ダン・ハミルトン                                           | 堀之紀       |            |
| ネメシス         | テーナ・エルグ                                             | 藤夏子       |            |

- その他の声の出演：城山知馨夫、亀井三郎、平林尚三、西海まり
- 日本語制作スタッフ：演出：長野武二郎、翻訳：和島陽子、効果：新音響、スタジオ：ニュージャパンスタジオ
- 初回放送1988年10月25日『水野晴郎の特選シネマ』

## エピソード
- 推理作家のパーネル・ホールは役者時代に、ヘラクレスに馬車を奪われる映画宣伝のバイト「痩せたヘラクレス」役で出演している。
ホールによると、「アーノルド・ストロング」というクレジット表記は、シュワルツェネッガーでは名前の響きがアメリカ受けしないと判断した製作側が、プレッツィー役のアーノルド・スタングにちなんで付けたものだという。なお映画の宣伝文句は「主演はアーノルド・ストロングとアーノルド・スタング」[1]。